# Felice Tiranni
Felice Tiranni (Cagli, 10 novembre 1508 – 1º febbraio 1578) è stato un arcivescovo cattolico italiano.

## Biografia
Figlio dell'illustre Pietro Tiranni, giovane di grande intelletto, esperto anche nell'uso delle armi, ricoprì prestigiose cariche presso il ducato di Urbino ai tempi di Francesco Maria I della Rovere. Questo infatti lo scelse prima come suo segretario e commissario, poi come cancelliere ducale ed in più occasioni lo inviò quale suo ambasciatore presso i sovrani europei tra cui Carlo V dal quale fu ricevuto nel giorno 5 gennaio 1532.
Nel contempo prese in sposa Susanna dei Nani dalla quale ebbe due figli. Morta questa prematuramente Felice Tiranni decise di farsi sacerdote.
In quel tempo ricopriva la cattedra episcopale di Urbino il cardinale Giulio della Rovere fratello del duca Francesco Maria I, tuttavia questi rinunciò al vescovado in favore di quello di Novara. Fu allora che Felice Tiranni fu ordinato vescovo di Urbino e quindi consacrato il 18 novembre dello stesso anno.
Il pontefice Paolo IV, tenendo conto delle sue qualità e della sua saggezza, lo chiamò in Roma a ricoprire importanti uffici tra i quali si ricordano: quello di castellano per la custodia di Castel Sant'Angelo e successivamente quello di prefetto del Palazzo Apostolico affidatogli da papa Pio IV salito dal 1561 alla cattedra pontificale.
Il 4 giugno 1563 la sede di Urbino venne elevata a sede metropolitana e pertanto il Tiranni fu insignito del pallio in qualità di primo arcivescovo, all'epoca Urbino era l'unica sede arcivescovile nello Stato pontificio (di cui Urbino era un feudo) a parte l'arcidiocesi di Ravenna (elevata a tale rango quando lo Stato pontificio non esisteva ancora). Fu in questa occasione che, con il consenso di Pio IV, decise di lasciare gli incarichi a Roma per essere più vicino alla cittadinanza urbinate.
A Urbino Felice Tiranni si adoperò molto per la città e la comunità dei fedeli: nel 1569 qui si tenne il sinodo diocesano e provinciale, ed inoltre fu grazie al suo contributo che si realizzarono varie opere nella cattedrale così come fu ampliato e rimesso a nuovo con più sontuose decorazioni il palazzo episcopale. In particolare, annota Franco Negroni che l'organo della cattedrale fu portato a compimento "mercé lo zelo e la munificenza dell'arcivescovo Felice Tiranni". Lo stesso con disposizioni testamentarie (qualche decennio dopo la donazione del 1526 della duchessa Elisabetta Gonzaga) lasciava 150 scudi per ornare la cappella dell'Immacolata Concezione di Maria. E ancora sempre Franco Negroni annota che al dimenticato palazzo episcopale di Urbino "rivolse la sua attenzione il munifico arcivescovo Felice Tiranni".
A Cagli si ricorda Palazzo Tiranni-Castracane, commissionato per volontà dello stesso Felice Tiranni a cui alludono nei due portali della sala del Brandani le lettere "F E V", ovvero Felix Episcopus Vrbinatensis. Tutt'oggi in questo mirabile palazzo della prima metà del Cinquecento è possibile vedere il ciclo di stucchi realizzati da Federico Brandani.
Felice Tiranni si spense il 1º febbraio 1578 e le sue spoglie furono deposte nella Cattedrale di Urbino ove ancor oggi si legge la lapide posta dal figlio Pietro che recita:
FELICI TYRANNO CALLIEN. URBINI ARCHIEP. PRIMO
- POST OPERAS EXCELLENTISS. DE RUERE PRINCIPIBUS
- FIDELISSIME DATAS
- PAULI IV ET PII IV SUMM. PONTIFICUM GRATIA
- FLORENTISSIMO
- QUORUM ALTERI IN URBIS ARCE DILIGENTISSIME CUSTODIENDA
- ALTERI IN UNIVERSA DOMO AC FAMILIA PRUDENTISS. GUBERNANDA
- SUMMA CUM LAUDE INSERVIVIT.
- VIXIT ANN. LXIX MEN. II DIES XX
- OBIIT URBINI KAL. FEBBR. ANNO MDLXXVIII.
- PETRUS TYRANNUS F. PATRI OPTIMO ET AMANTISS.
- PERPETUAE MEMORIAE MONUMENTUM
- P.
Gli studiosi e scrittori del suo tempo lasciarono buona memoria di Felice Tiranni nei loro manoscritti, un esempio fra tutti quello dell'Atanagi nella lettera dedicatoria in prefazione alla sua traduzione di Uomini illustri di Sesto Aurelio Vittore.